# Sidi Semiane
Sidi Semiane è un comune dell'Algeria, situato nella provincia di Tipasa.